# Tenzing-Norgay-Statue

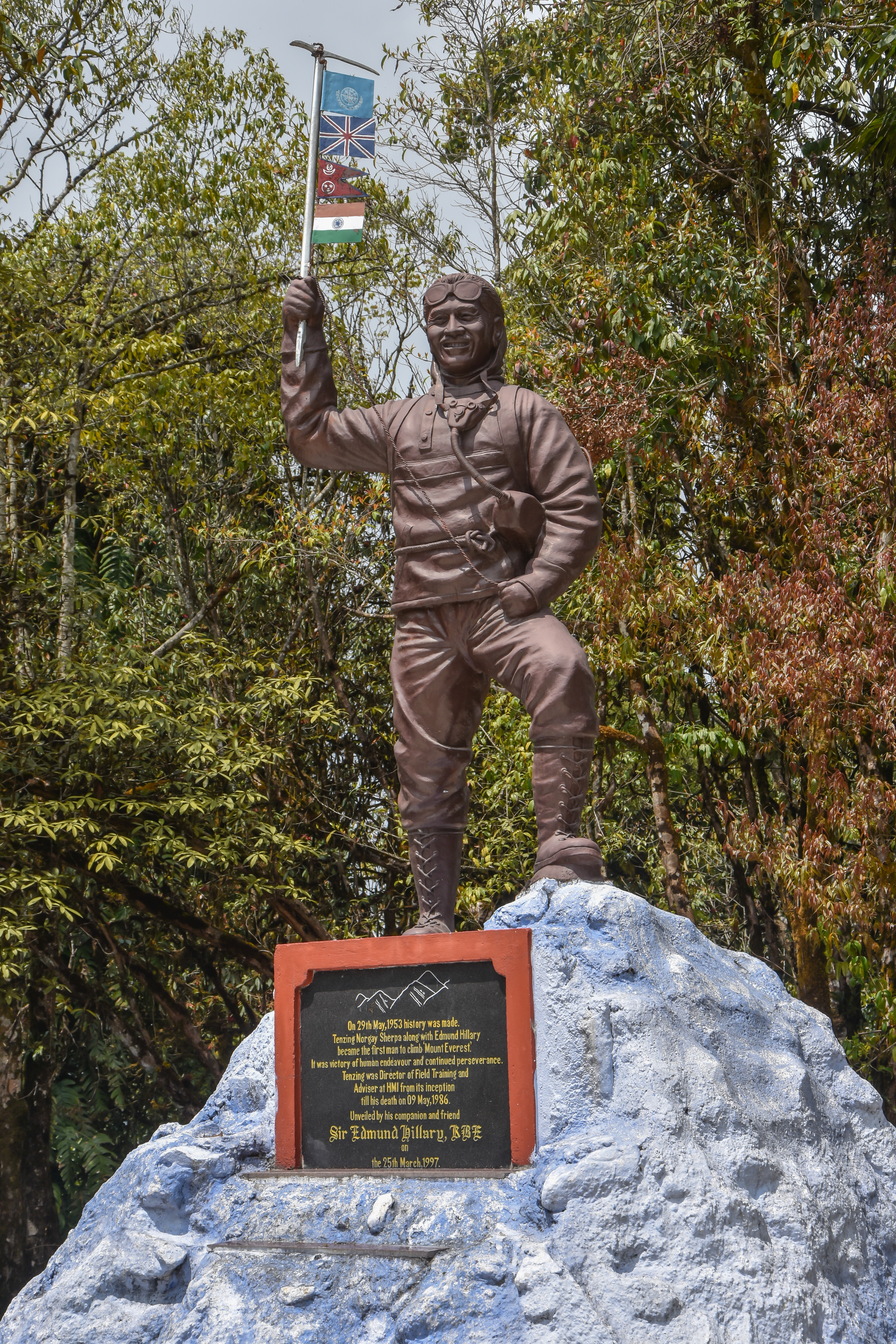
Tenzing-Norgay-Statue

Gesamtansicht

Die Tenzing-Norgay-Statue ist eine vor dem Museum des Himalayan Mountaineering Institute in Darjeeling aufgestellte Statue des nepalesisch-indischen Bergsteigers Tenzing Norgay (1914–1986), dem 1953 gemeinsam mit dem neuseeländischen Bergsteiger Edmund Hillary die Erstbesteigung des Mount Everest, des höchsten Berges der Erde gelang.

## Geschichte
Die Tenzing-Norgay-Statue wurde am 25. März 1997 von Edmund Hillary vor dem Museum des Himalayan Mountaineering Institute enthüllt. Darjeeling wurde als Standort gewählt, da Norgay lange Zeit in der Stadt lebte. Im Himalayan Mountaineering Institute werden auch die sterblichen Überreste (Asche) Norgays aufbewahrt. Da die Statue, wie sich später herausstellte, ursprünglich in der Nähe eines Wasserreservoirs aufgestellt wurde, entschieden die Verantwortlichen des Himalayan Mountaineering Institute 2015, diese um ca. sechs Meter zu versetzen, auch um den Besuchern einen besseren Blick auf die Statue und das Museum zu ermöglichen. Dies wurde von der Vereinigung der Sherpas kritisiert, da sie zur Planung der Umsetzung nicht eingebunden war.

## Beschreibung
Die etwa lebensgroße aus Bronze gefertigte Statue zeigt Norgay in der Bekleidung eines Bergsteigers mit halbhohen, geschnürten  Bergsteigerstiefeln. Die Schneebrille ist auf die Stirn geschoben. Eine Sauerstoffmaske befindet sich vor der Brust. Seine Gesichtszüge zeigen ein Lächeln. Mit der angewinkelten rechten Hand hält er einen Eispickel in die Höhe, an dem vier Flaggen angebracht sind. Diese sind farbig angelegt und zeigen von unten nach oben: die Flagge Indiens, für die Region, in der Darjeeling liegt; die Flagge Nepals, für die Region um den Mount Everest; den Union Jack, zum Gedenken an die Britische Mount-Everest-Expedition 1953 sowie die Flagge der Vereinten Nationen als Friedenssymbol. Auf dem Rücken trägt Norgay einen Rucksack. Seine Haltung drückt aus, dass er gerade den Gipfel eines Berges erreicht hat, auf dem er steht.
Die Statue befindet sich auf einem Steinsockel, der in Form eines Berggipfels ausgebildet ist. Vor dem Sockel ist eine Informationstafel angebracht, die auf  die historische Erstbesteigung des Mount Everest hinweist (On 29th May, 1953 history was made. Tenzing Norgay Sherpa along with Edmund Hillary became the first man to climb Mount Everest). Außerdem wird darauf hingewiesen, dass Norgay bis zu seinem Tod der Direktor des Bergsteiger-Trainingszentrums des Himalayan Mountaineering Institute war. Abschließend wird die Enthüllung des Denkmals durch Sir Edward Hillary KBE am 25. März 1997 genannt. Eine Angabe zum Bildhauer der Statue fehlt. Der Platz um die Statue ist mit einem niedrigen kreisrunden Zaun umgeben.

## Weitere Tenzing-Norgay-Statuen
Weitere Tenzing-Norgay-Statuen befinden sich in Khumjung im Sagarmatha-Nationalpark in Nepal sowie in Shiliguri in Westbengalen.